# Maria Gioitti Del Monaco
Maria Gioitti Del Monaco (Pisino, 14 agosto 1890 – Trieste, 3 maggio 1973) è stata una drammaturga, poetessa e scrittrice italiana di cultura friulana.
Gioitti Del Monaco fa parte del gruppo di scrittrici friulane del tardo Ottocento (Maria Dardi Norcia, Bice Polli, Lina Galli, Lucia Boccasini) che vissero sulla propria pelle le guerre mondiali, il fascismo, la Resistenza, l'emigrazione forzata degli italiani dall'Istria e le vicende della zona A del Territorio libero di Trieste.

## Biografia

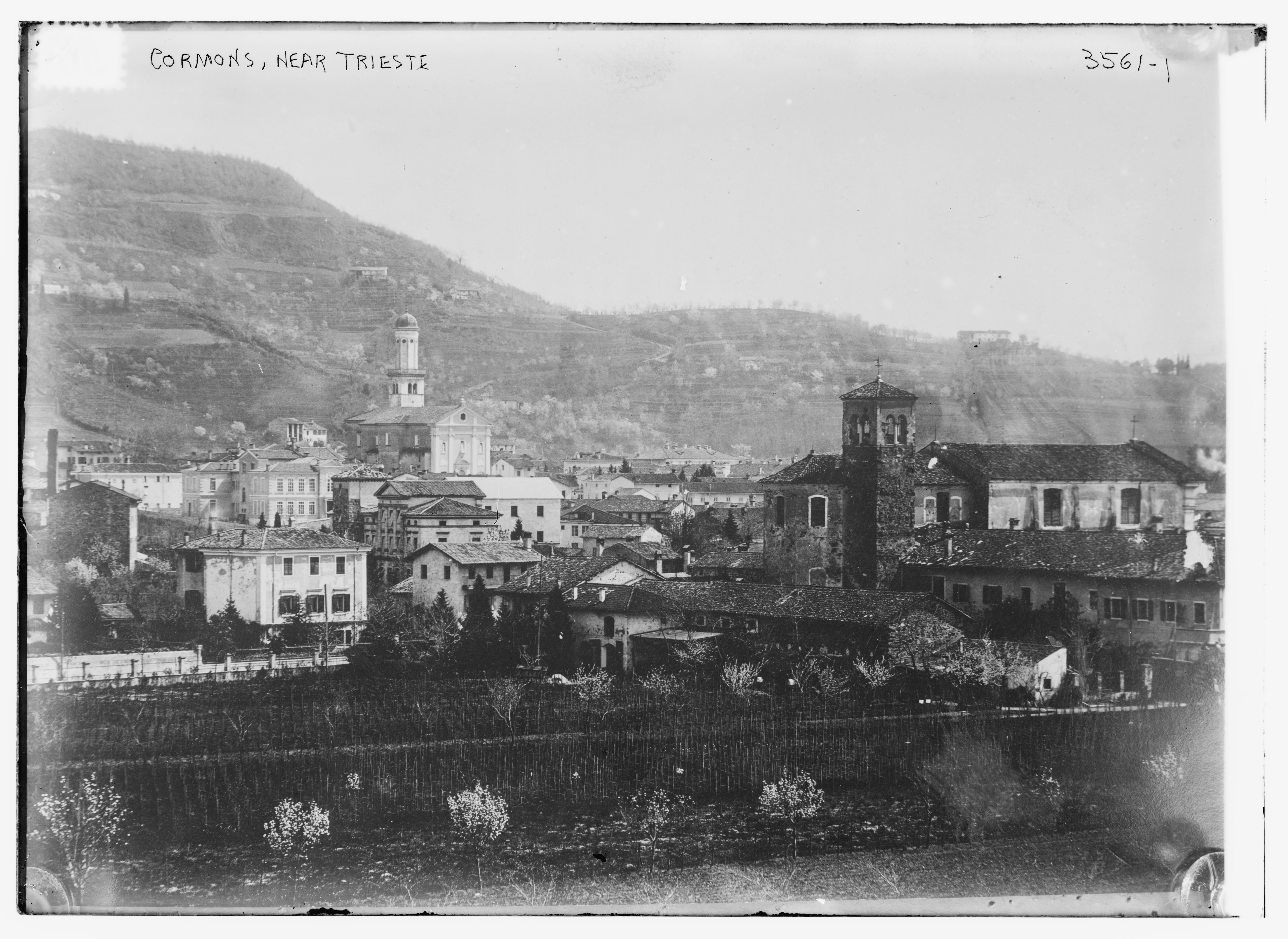
Un'immagine storica di Cormons a inizio Novecento, intorno all'epoca in cui era vissuta da Gioitti Del Monaco

Nacque a Pisino d'Istria ove in quel periodo lavorava suo padre, il 14 agosto 1890, in una famiglia friulana proveniente da Visco (padre) e Cormons (madre). Quando ebbe 2 anni (1892) la famiglia si trasferì a Trieste. Da bambina visse a Trieste, e nel 1907 la famiglia del Monaco ritornò a Cormons. Qui Maria trascorse molto tempo, traendone ispirazione e imparando il friulano. Con lo scoppio della prima guerra mondiale la famiglia lasciò Cormons e si trasferì a Graz, in Austria, dove Maria studiò e, all'Universitá, nel 1917 conseguì il diploma e l’abilitazione per l’insegnamento della lingua tedesca. Si dedicò alla poesia in lingua locale (tedesco) ed i suoi componimenti vennero pubblicati su delle riviste a Vienna. Alla fine del conflitto, rientrò a Trieste e il 5 settembre 1920 si sposò con Oscar Gioitti. Il 1 luglio 1921 nacque il loro unico figlio, Gianfranco che sarebbe diventato farmacista e nel 1964 sarebbe stato ideatore e fondatore del Giardino Botanico Carsiana. La scrittrice antepose al suo cognome quello del marito e si firmò sempre così. Oscar Gioitti sarebbe morto l’8 agosto 1970.
A Trieste Maria Gioitti Del Monaco iniziò a scrivere in lingua friulana. Grazie alla mediazione del poeta Edoardo Polli, riuscì a pubblicare i primi versi in friulano sul giornale Marameo, sotto lo pseudonimo di Mariane.

### Teatro
Entrò in contatto con Ugo Pellis e la Società filologica friulana, di cui sarebbe diventata socia nel 1928 e iniziò a scrivere per il teatro in dialetto triestino, in italiano e in friulano. Ottenne un grande successo con la fiaba per bambini Il Reuccio e il suo cruccio che venne rappresentata al Teatro Rossetti di Trieste il 22 novembre 1930 e il 18 aprile 1932 venne trasmessa alla radio, mentre il 12 giugno 1932 il libro uscì alla Fiera del libro, edito dall’Editoriale Libraria. Ebbe successo anche con piccoli spettacoli per il teatro di marionette. Di questo genere si ricordano Facanapa aeronauta (tre atti per marionette), Colombina va al veglione, Madamigella Millevoglie e La collana della regina, che venivano rappresentate nei ricreatori della città.

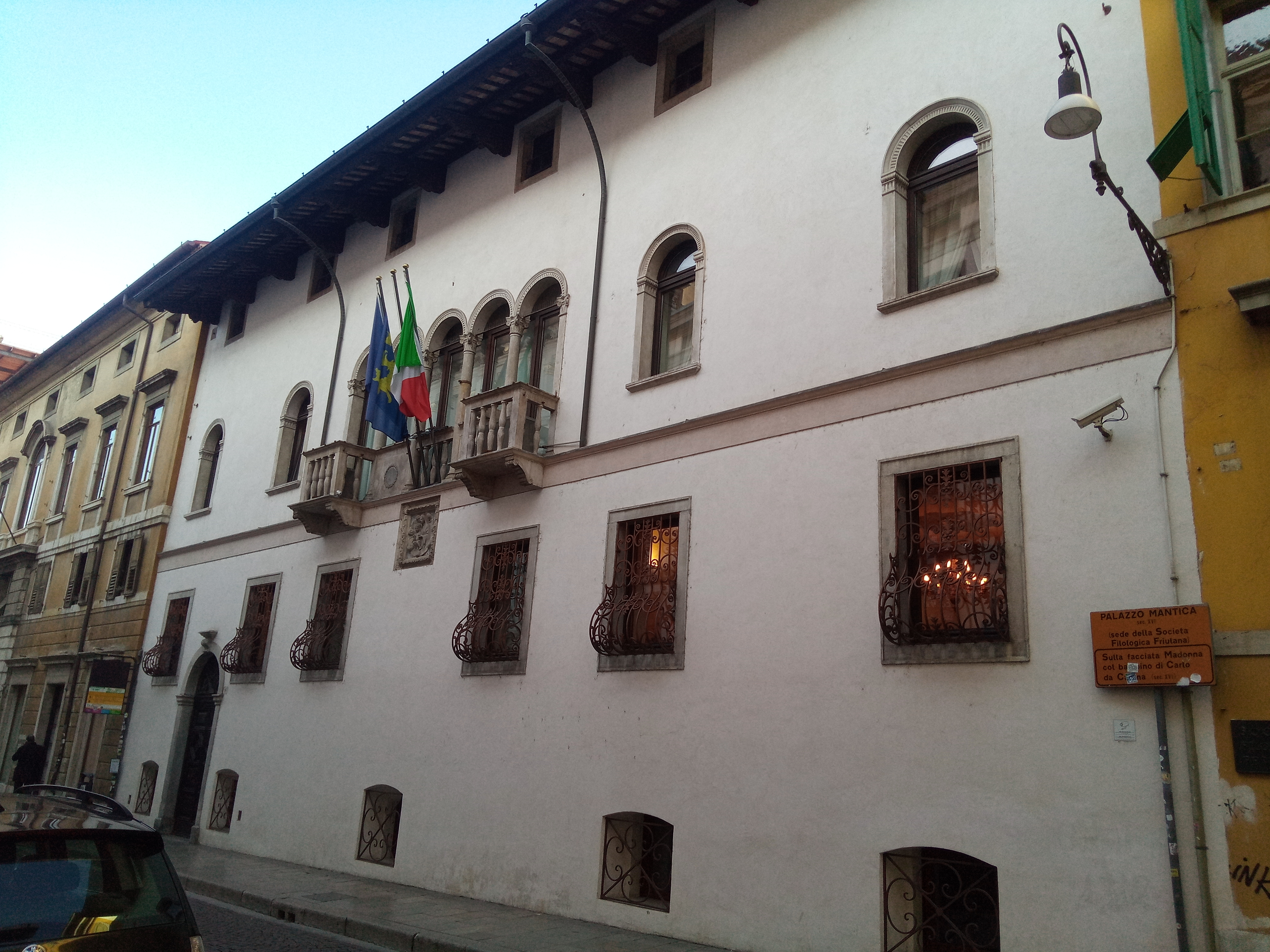
La sede centrale della Società filologica friulana a Udine

Il 7 aprile 1951 ricevette il primo premio per la commedia Bombarella e Tiritera che venne rappresentato al Teatro Rossetti di Trieste il 26 luglio 1951.
Sull'onda del riscontro positivo, nel 1929 partecipò a un concorso della Filologica per una commedia in friuliano con il testo in tre atti Une sblancjade di Pasche ("Una imbiancatura di Pasqua") e vinse. Successivamente venne rappresentata, fino ai tempi moderni, sia in Friuli che all'estero nell'ambito del teatro popolare. Nel 1930 si cimentò con un testo tragico (Arbe mate, "Erba matta") Lea D’Orlandi ed Ercole Carletti la spronarono a scrivere per i congressi e i concorsi della Società, così, nel periodo della seconda guerra mondiale scrisse Un conziart di bande ("Un concerto di banda", 1957), Lis fuessis da striis ("I fossi delle streghe"), La code di stran ("La coda di paglia"), Cjase senze soreli ("Casa senza sole", 1966) e Par lôr ("Per loro"): vennero tutte rappresentate e cinque di esse furono pubblicate nella “Collana del teatro friulano”. Al 1970 risale la commedia Lis mascarutis.

### Narrativa per l'infanzia e poesia
In parallelo si dedicò alla narrativa e alla poesia, anche in lingua italiana, e collaborò con riviste locali. Nel 1931 pubblicò Le faville del ceppo, raccolta di poesie e filastrocche. Con il patrocino della Filologica, pubblicò altre raccolte di poesie (Rosis e urtìis, "Fiori e ortiche", nel 1954, componimenti poetici per l'infanzia e Momenz, "Momenti", nel 1967  e di racconti (Storiutis di îr e di vuê, "Storielle di ieri e di oggi", nel 1967). Risale al 1970 la pubblicazione della raccolta di poesie in italiano Passi nel tempo.
I suoi racconti per ragazzi erano pubblicati su Corriere dei piccoli, Corriere dei ragazzi, Mastro Remo, Primavera e Il Piccolo dei piccoli. Sue poesie e sue villotte furono musicate da Augusto Cesare C. Seghizzi, Claudio Noliani e Silvio Negri; quest'ultimo realizzò due raccolte di canzoni, Canti al sole e Tra un gioco e l'altro (1932), con 12 canzoncine per bambini.
Il Reuccio e il suo cruccio, favola in versi in tre atti e quattro quadri, la commedia per bambini, venne proposta inizialmente  al Corriere dei Piccoli ma venne rifiutata. Musicata da Silvio Negri nel 1932, ebbe grande successo e fu messa in onda da Radio Trieste e rappresentata a Trieste, Venezia e in altre città italiane, nell'allestimento del poeta e pittore futurista Vittorio Osvaldo Tommasini, noto come Farga, poi in Europa e in America Latina.
Il 5 luglio 1950 Maria Gioitti del Monaco venne nominata Presidente della Sezione triestina della Società Filologica Friulana di Udine, per la cui apertura della Sede si impegnò personalmente.

## Stile
Gioitti scriveva nella varietà orientale del friuliano, con qualche concessione alla koinè. Nelle commedie teatrali, ambientate nel mondo contadino, faceva uso un umorismo sottile, pur cavalcando i gusti del pubblico con leggerezza e dialoghi semplici. Nella narrativa ritraeva la vita delle famiglie e dei paesi con una «concezione fiduciosa dell’esistenza stretta nei ritmi contadini». Le sue poesie dal punto di vista tematico offrono una visione nostalgica del passato e dell'infanzia, mentre dal punto di vista stilistico sfoggiano spesso un tono prosastico e da villotta, tanto che molte di esse erano trascritte in musica.

## Premi e riconoscimenti
Il testo teatrale per ragazzi Bombarella e Tiritera ricevette il premio Trieste al Festival dei ragazzi del 1953. Nel 1964 Gioitti ricevette il cavalierato della Repubblica italiana  e nel 1967 il Premio Epifania.